# Родь, Владимир Иванович
Родь Владимир Иванович (19 июля 1929, Кривой Рог — 7 мая 2013, Ивано-Франковск) — советский и украинский театральный актёр. Народный артист Украины (2009).

## Биография
Родился 19 июля 1929 года в городе Кривой Рог (ныне в Днепропетровской области).
В 1953 году окончил Киевский институт театрального искусства (преподаватель А. Бучма).
В 1953—2012 годах работал в Ивано-Франковском украинском музыкально-драматическом театре имени И. Франко.
Умер 7 мая 2013 года в городе Ивано-Франковске.

## Творческая деятельность
Актёр острохарактерного плана, сочетавший психологический рисунок роли с выразительными внешними деталями, что придавало неповторимости сыгранным образам.
На театральной сцене сыграл партии и роли:
- Андрюша, Дед Нечипир («Свадьба в Малиновке» Л. Юхвида);
- Панас, Цокуль («Наймичка» И. Карпенко-Карого);
- Панасик, Лопух («Цыганка Аза» М. Старицкого);
- Шельменко, Стецько («Шельменко-денщик», «Сватовство на Гончаровке» Г. Квитки-Основьяненко);
- Орест Билинский («Сёстры Ричинские» Ирины Вильде);
- Стешко («Женский бунт» М. Шолохова);
- Фома Кичатый («Назар Стодоля» Т. Шевченко);
- Гитлер («Маршал Жуков» Рачады);
- Майор («Дом сумасшедших» Э. Скарпетти);
- Советник, Философ, Кардинал («Галилео Галилей» Б. Брехта);
- Сеньор Бальбоа («Деревья умирают стоя» А. Касоны).

## Награды
- Народный артист Украины (26 мая 2009)[1].